# Gérard Lardeur
Pour les articles homonymes, voir Lardeur.
Gérard Lardeur, né le 18 janvier 1931 dans le 15e arrondissement de Paris et mort le 18 décembre 2002 dans le 14e arrondissement, est un sculpteur et maître-verrier français.

## Biographie
Fils du maitre-verrier Raphaël Lardeur qui le sensibilisa aux problèmes de la transparence, Gérard Lardeur fait ses études à Paris à l'École nationale supérieure des arts décoratifs et à l'École nationale supérieure des beaux-arts.

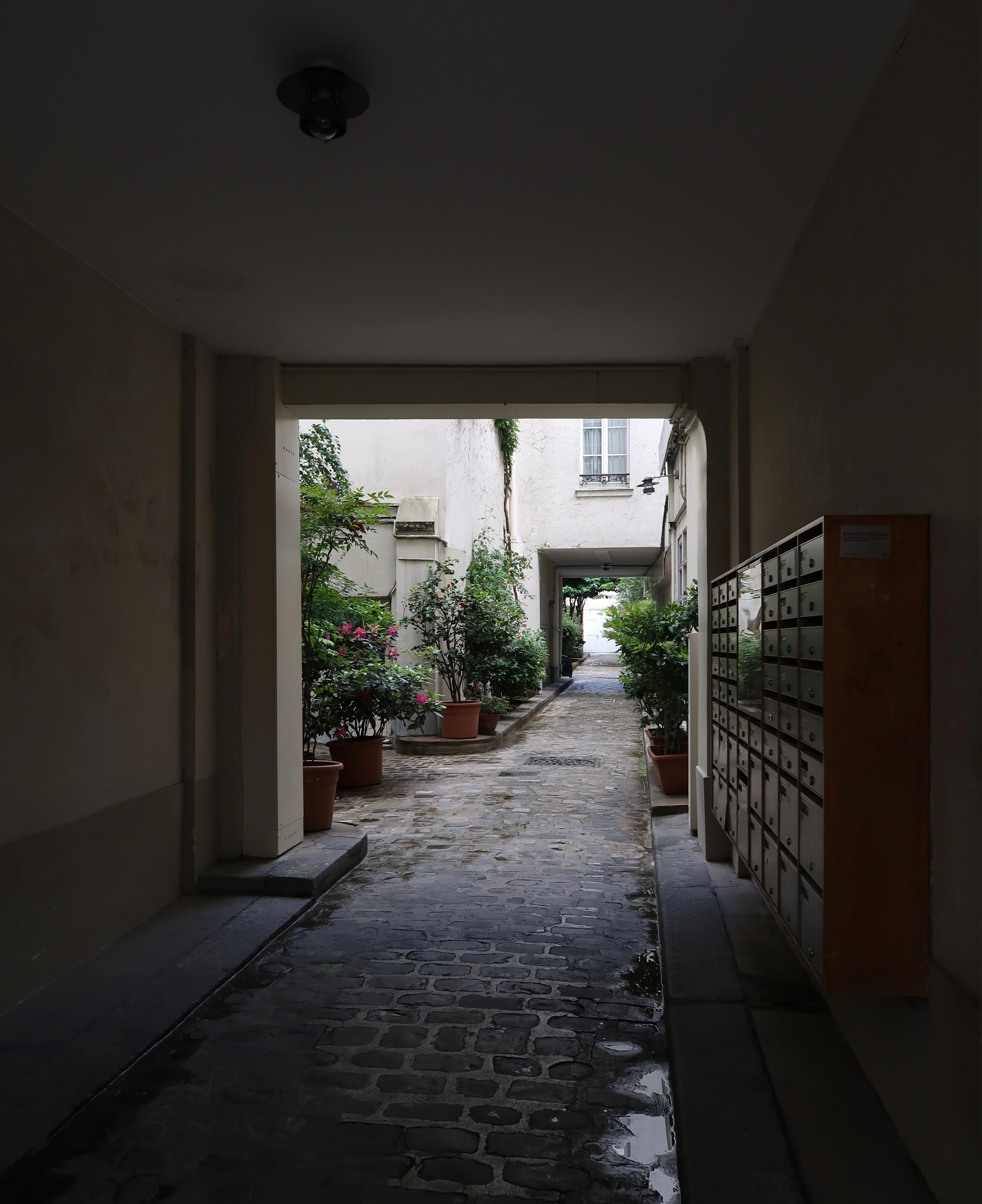
Entrée de cour, 79 rue du Cherche-Midi, Paris

Installé à la suite de son père dans la cour du 79, rue du Cherche-Midi dans le quartier Saint-Germain-des-Prés à Paris - « un des ateliers les plus importants en France au XXe siècle » estime Anne-Claire Garbe - il s'intéresse à la sculpture en 1958, choisissant le métal qui restera son matériau de prédilection. « Poète inventif », comme le définit Yves Draussy, son travail concerne l'architecture, à travers le vitrail, les grilles, murs, portes qui sont autant de composantes de l'espace.
De 1970 à 1980, beaucoup d'œuvres dans l'architecture ont pour élément privilégié le cercle. En plan, volume, portion, le cercle se prolonge en cylindre plein, creux. Lydia Harambourg analyse ainsi que « Gérard Lardeur crée des cycles formels autour de signes duels : le cercle, le cube, le cylindre et l'angle noble qu'il situe à 45° pour un langage universel ouvert sur une autre réalité ». Emma Isingrini-Groult, évoquant les vitraux de Gérard Lardeur, restitue pour sa part qu'« il travaille en trois dimensions, en rapportant des éléments en volume, des secondes compositions fixées directement sur les plombs ou les serrureries : voiles devant la baie, plaques d'inox, sculptures, etc. Chacune de ses œuvres est unique par l'alliance du verre et du métal ».

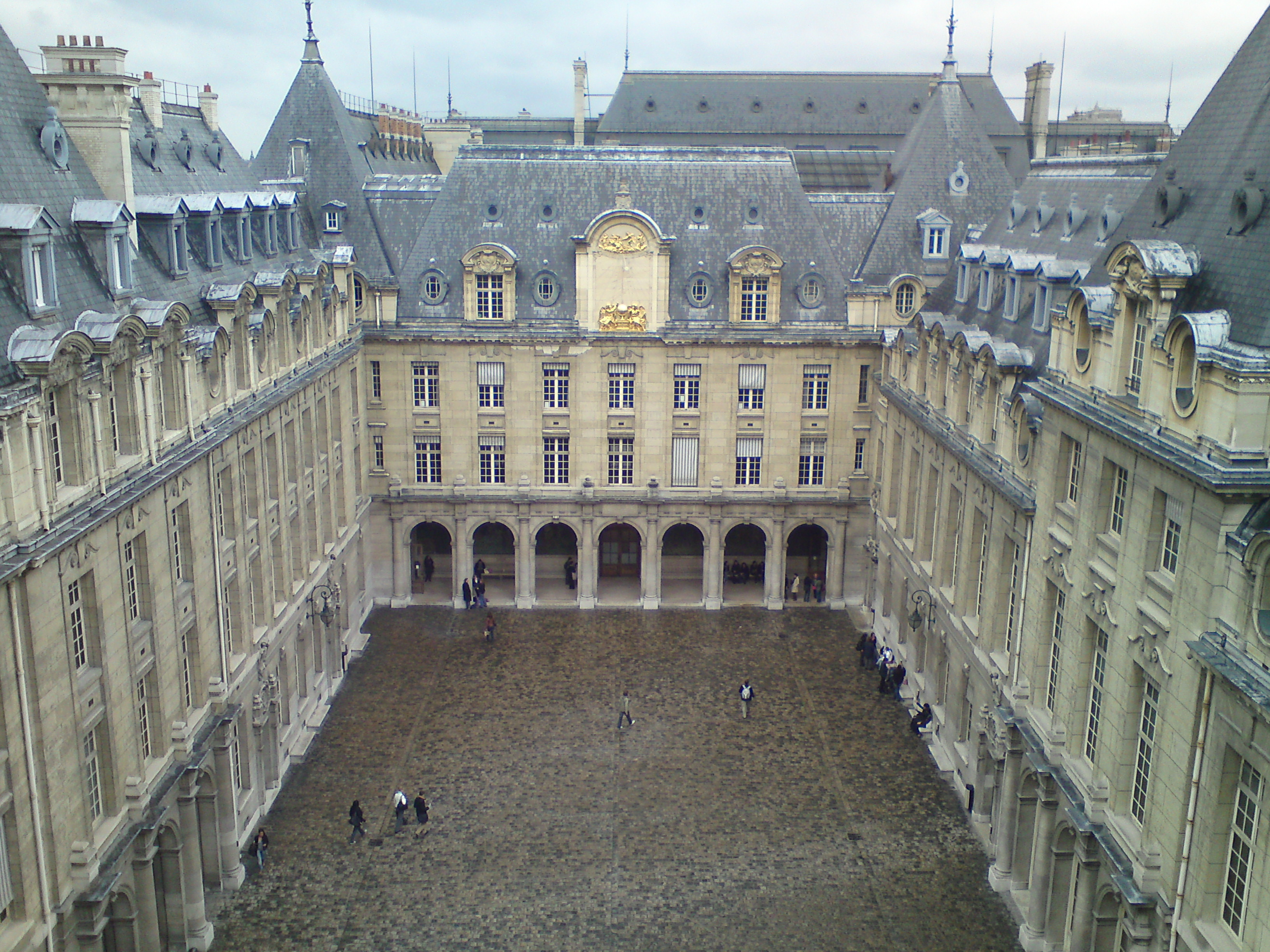
Sorbonne, Paris

Gérard Lardeur est chargé de cour en Sorbonne de 1978 à 1980. 
Il est le père du photographe Alexandre Lardeur et du sculpteur Thomas Lardeur,.

## Expositions

### Expositions personnelles
- Gérard Lardeur -  Sculptures : le dialogue Nord-Sud III, musée d'Art et d'Histoire de Lisieux, avril-mai 1982.
- Gérard Lardeur - « + ou - 45° ou le choix d'une énergie », musée d'Art et d'Histoire de Meudon, juin-juillet 1994.
- Galerie Expression libre, 41 rue Hippolyte-Maindron, Paris, mai 2000[10].

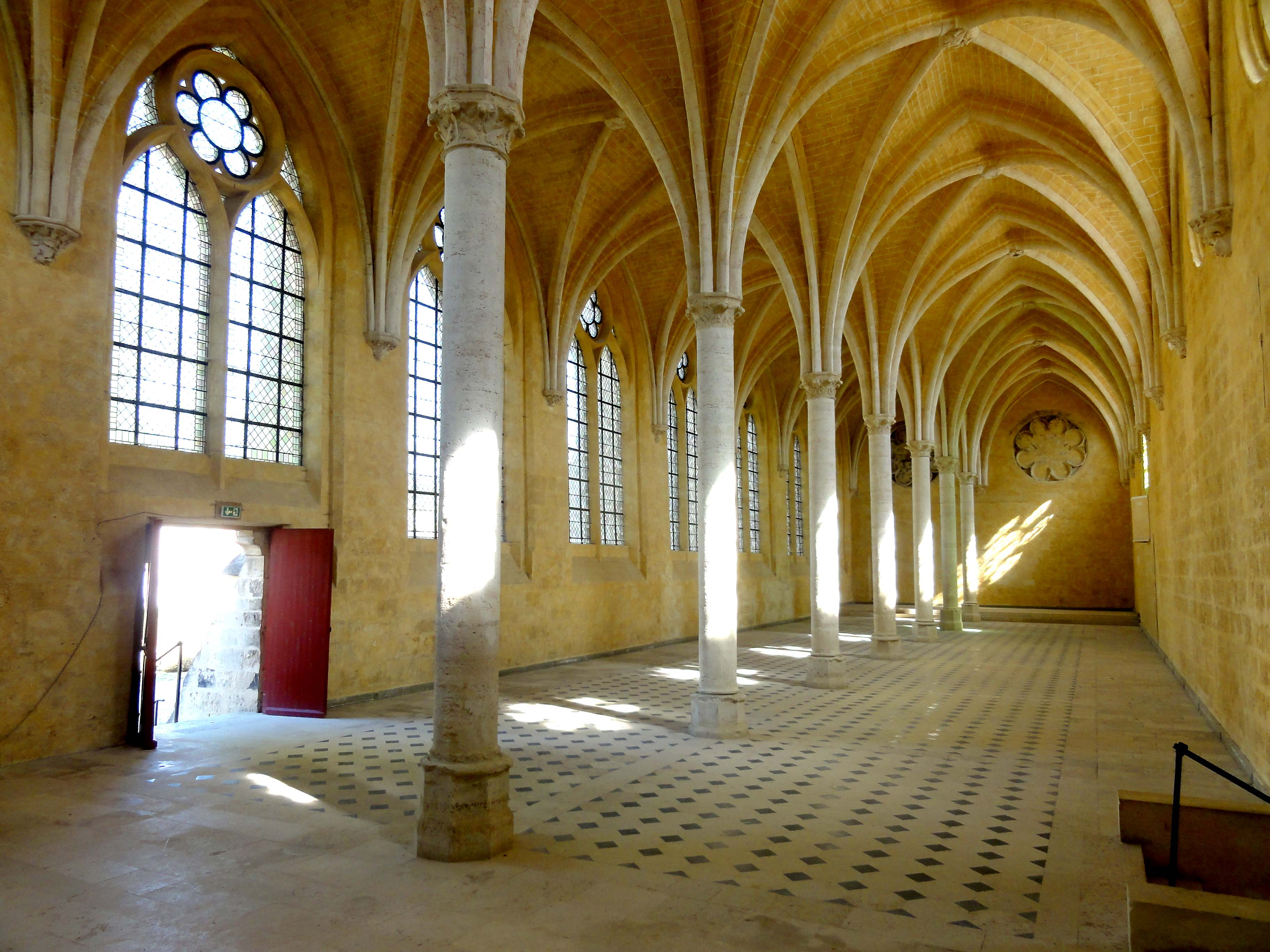
Abbaye Saint-Jean-des-Vignes, Soissons, le réfectoire.

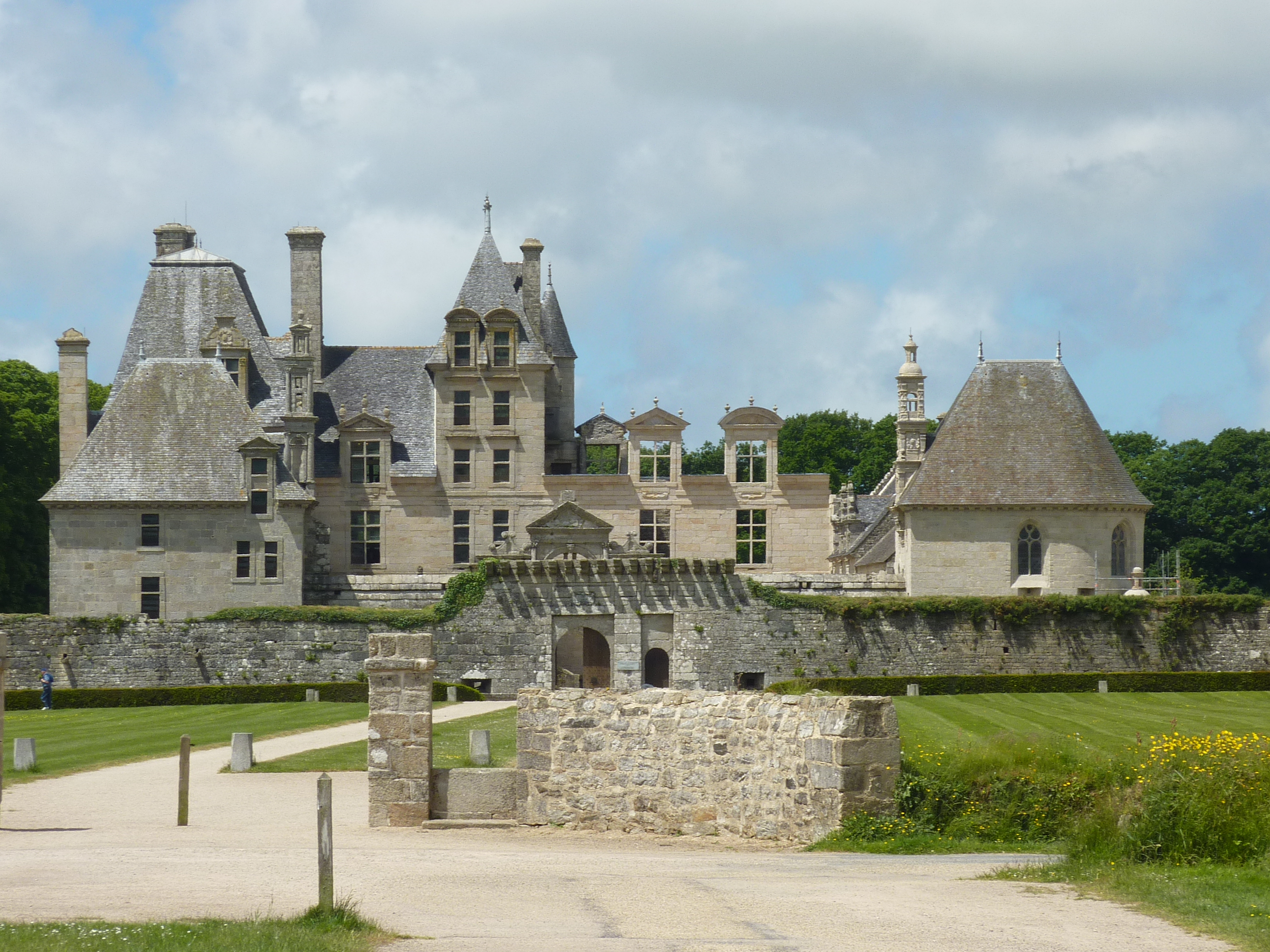
Château de Kerjean.

### Expositions collectives
- Salon de la jeune sculpture, Paris, à partir de 1969[11].
- Salon des réalités nouvelles, Paris, à partir de 1972, hommage en 2004[12].
- Symposium des jeunes sculpteurs, parc des Coudrays, Élancourt, 1974.
- Salon d'art sacré, Paris, 1986.
- Fer et acier - Vincent Batbedat, Albert Féraud, Gérard Lardeur, réfectoire de l'abbaye Saint-Jean-des-Vignes, Soissons, 1991.
- Gérard Lardeur (sculptures), Denise Lioté (peintures), Galerie Paul Bigo, Paris, 1993.
- Sculpter la lumière : le vitrail contemporain en Bretagne, 1945-2000, château de Kerjean, Saint-Vougay, avril-octobre 1999 ; Centre international du vitrail, Chartres, octobre 2000 - avril 2001[13].
- L'artiste et la matière - Vitrail d'aujourd'hui, prieuré de Vivoin, juin-octobre 2007[14].
- Sculpt'en Sologne, jardin de sculptures de Chaumont-sur-Tharonne, septembre 2011[15].
- Hommage à Vincent Batbedat, Galerie Michèle Broutta, Paris, novembre 2012 - janvier 2013[16].
- Chagall, Soulages, Benzaken… Le vitrail contemporain, Cité de l'architecture et du patrimoine, palais de Chaillot, Paris, mai-septembre 2015.
- Vingt-cinq artistes, château de la Gadelière, Rueil-la-Gadelière, juillet-août 2021[17].

## Conservation

### Vitraux (par ordre chronologique de créations)

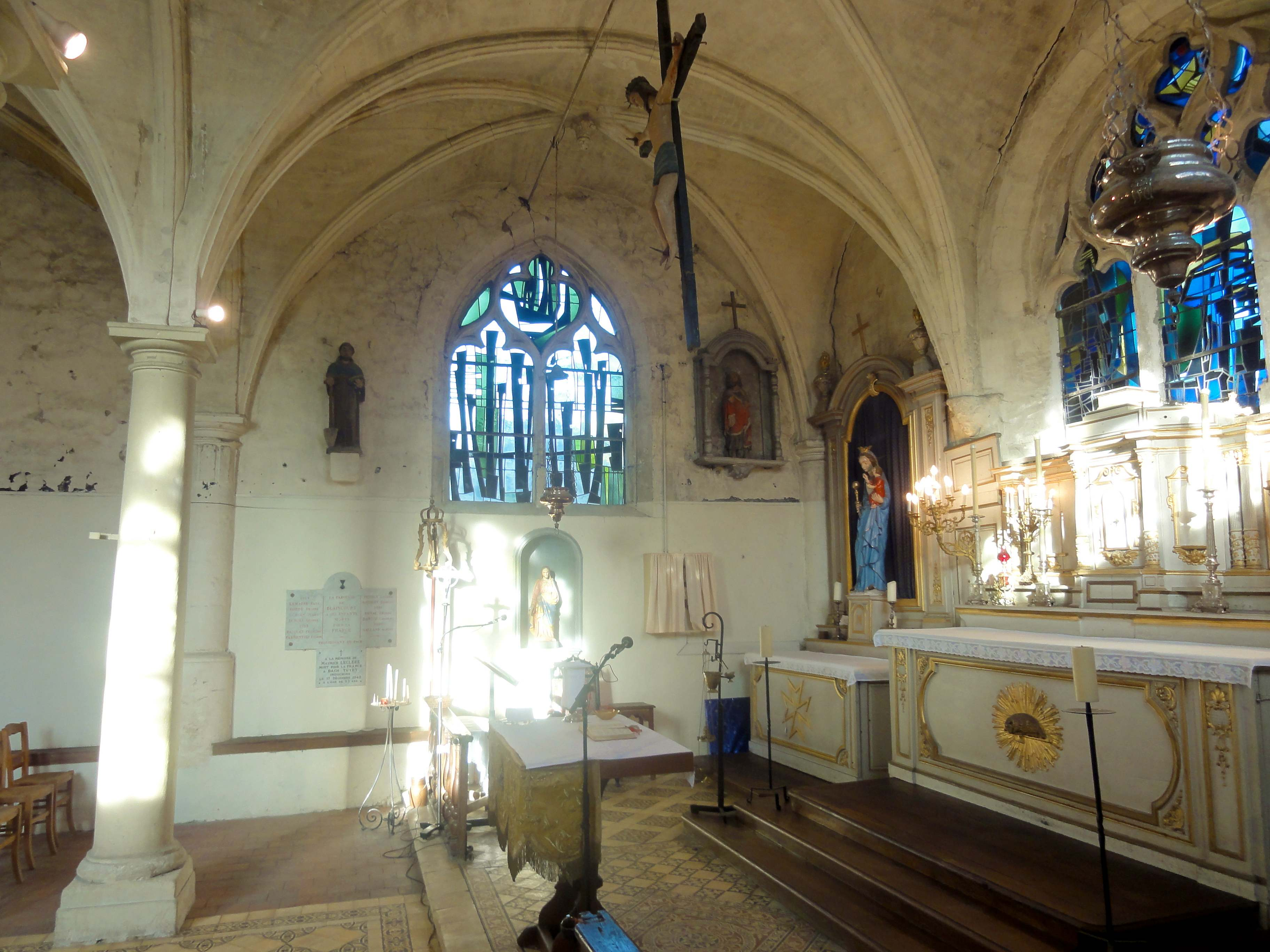
Église Notre-Dame-de-la-Nativité de Blaincourt-lès-Précy

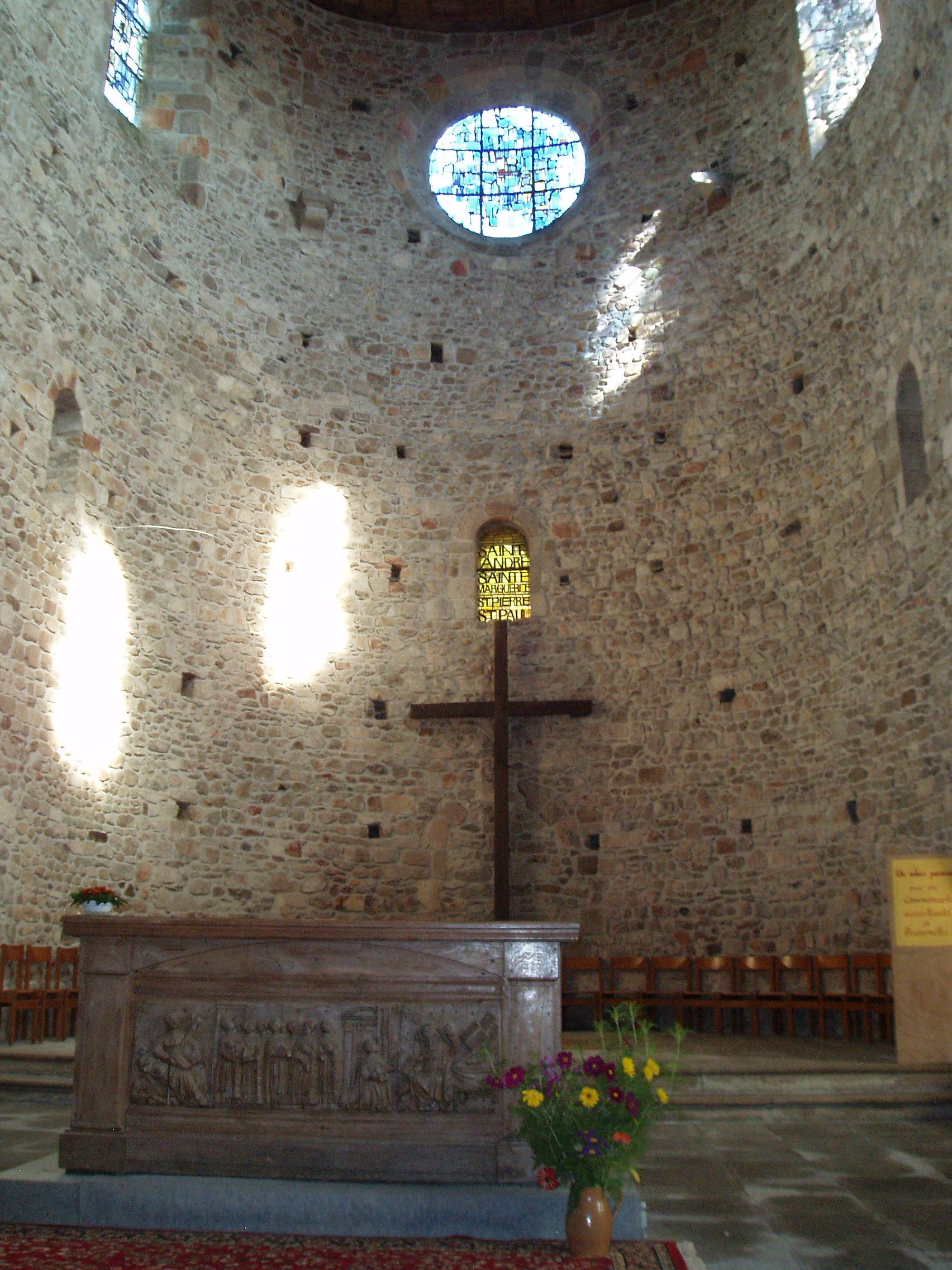
Collégiale Saint-Pierre-Saint-Paul d'Évaux-les-Bains

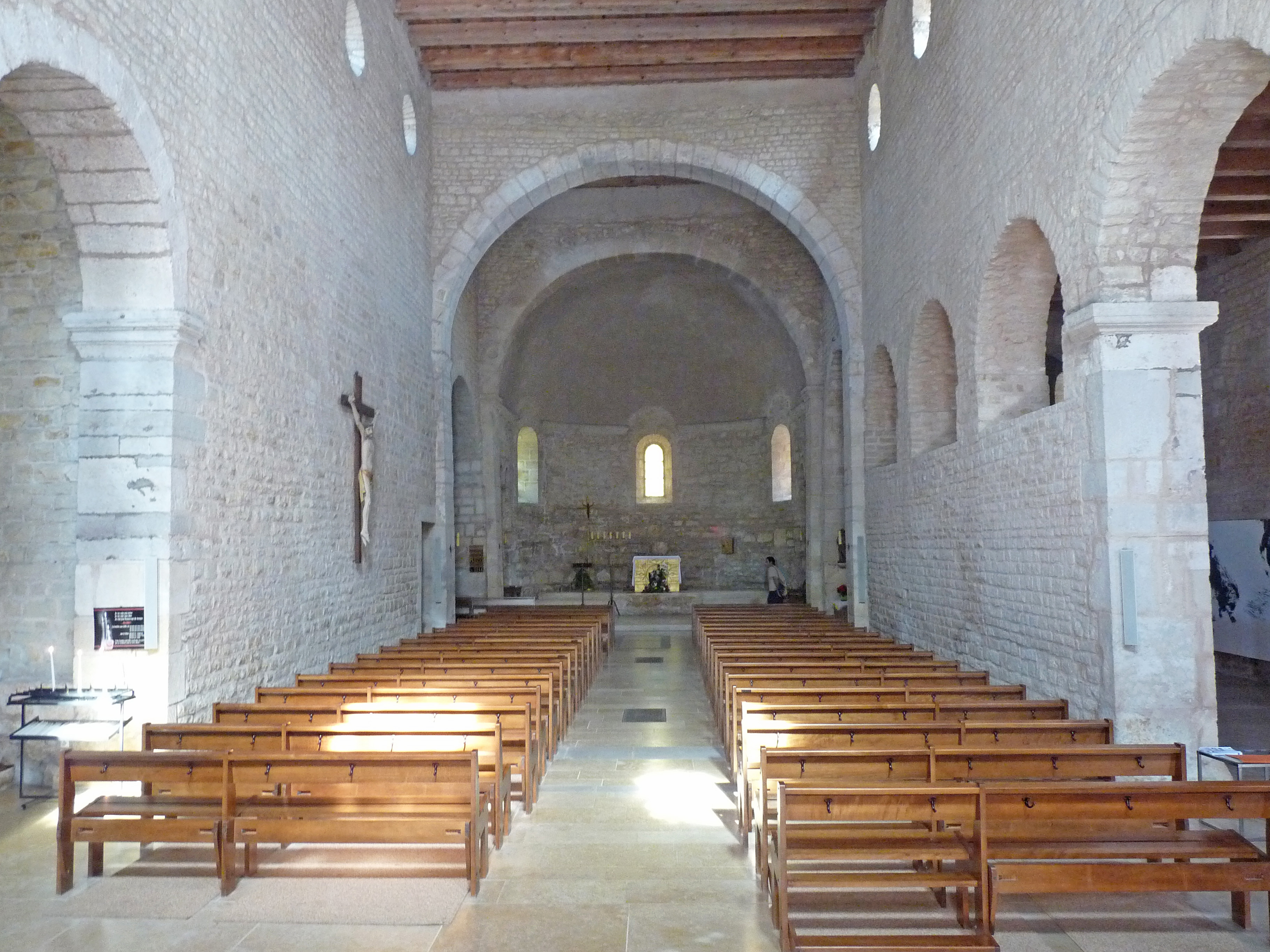
Église Saint-Jacques-le-Majeur de Feldbach

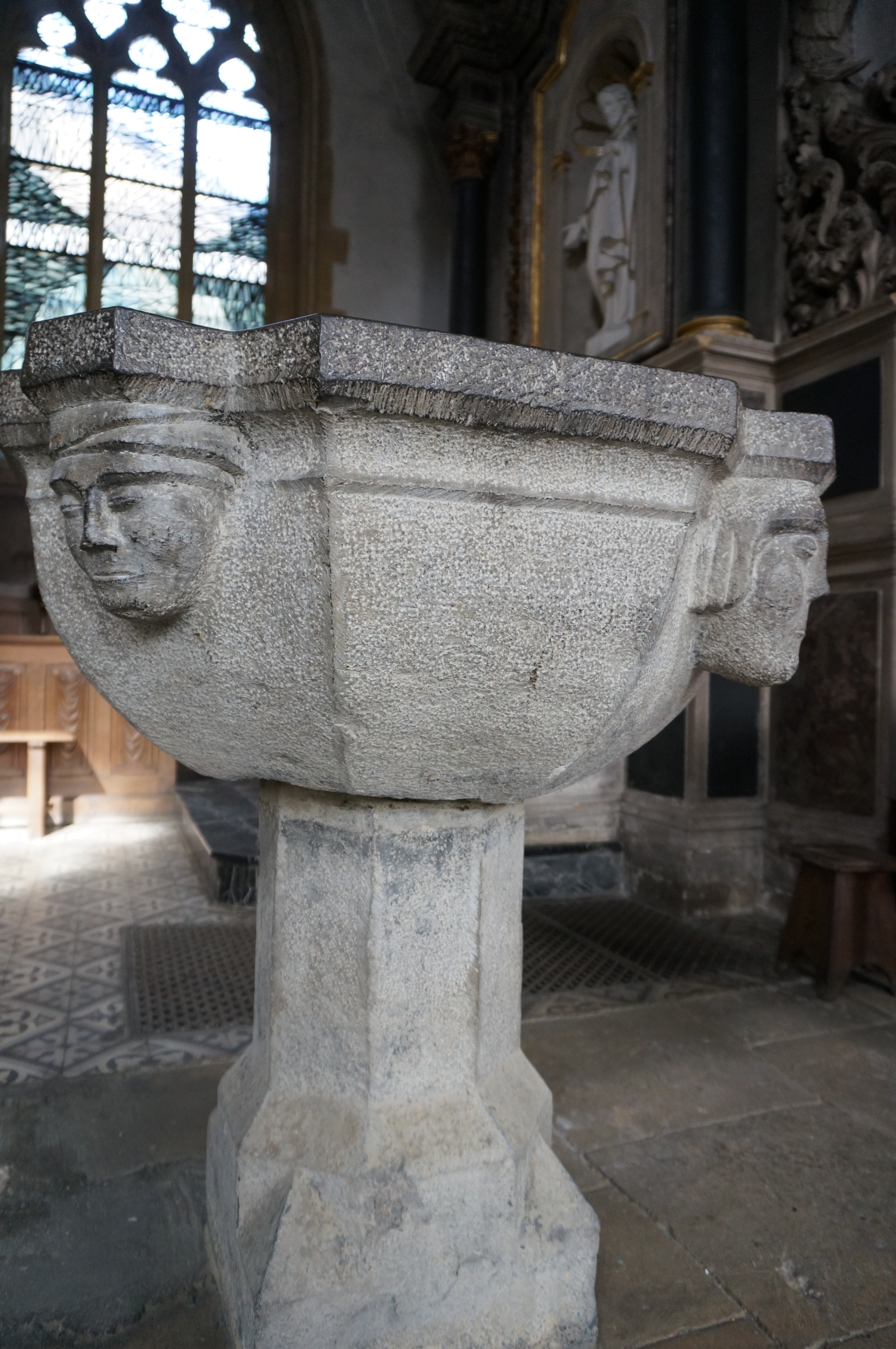
Église Saint-Lié de Mohon, Charleville-Mézières

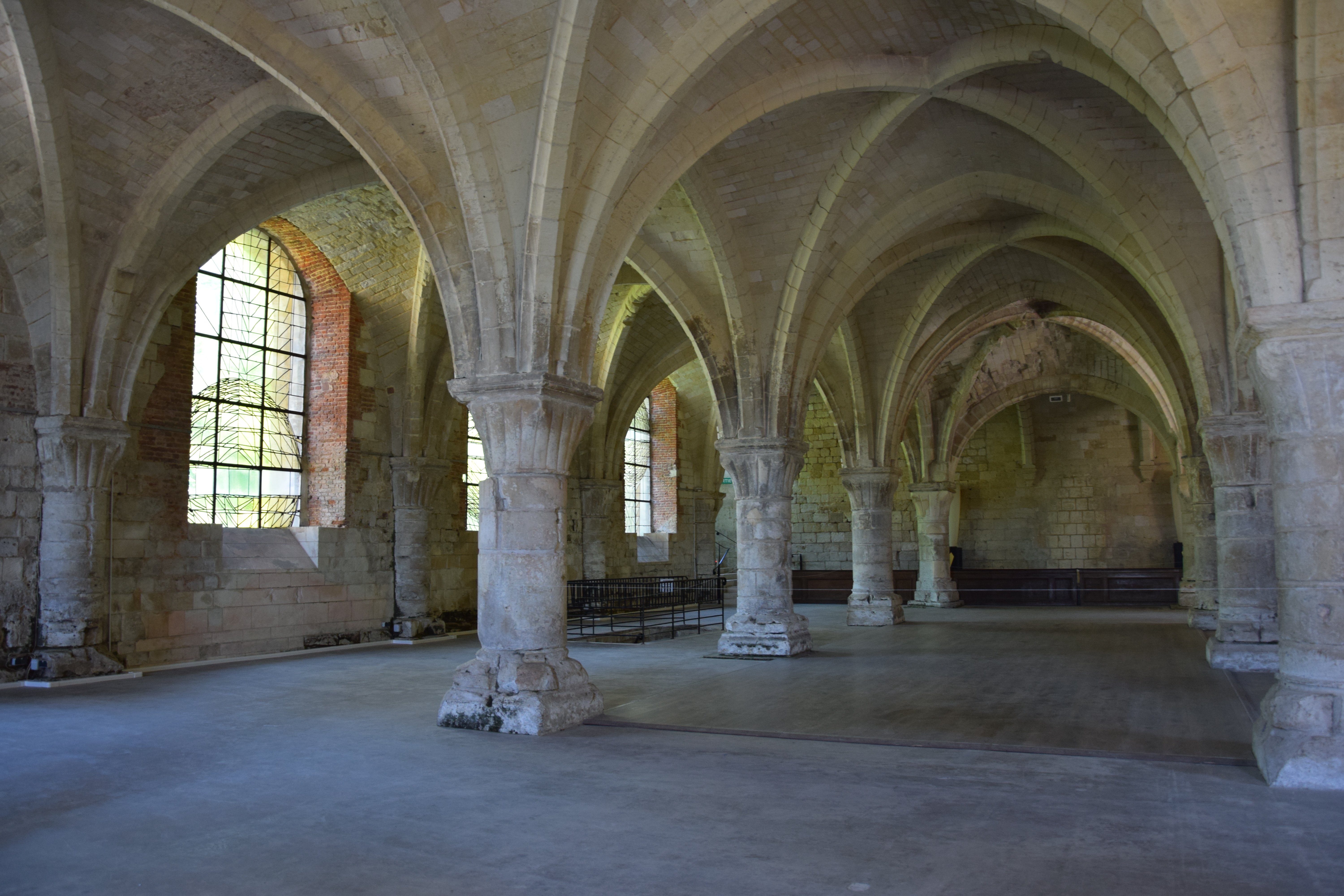
Abbaye de Vaucelles

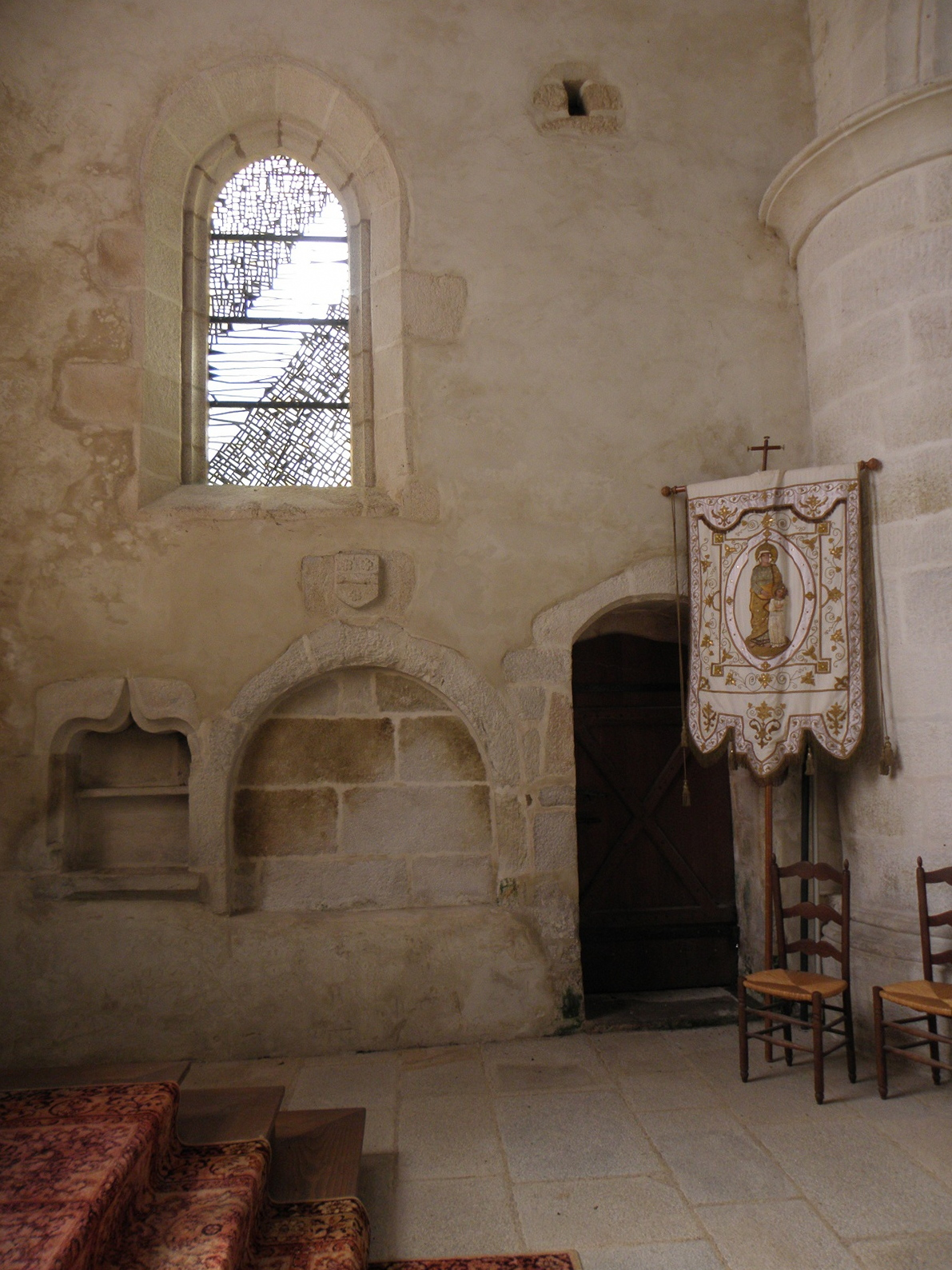
Église Saint-Pierre-et-Saint-Paul de Langonnet

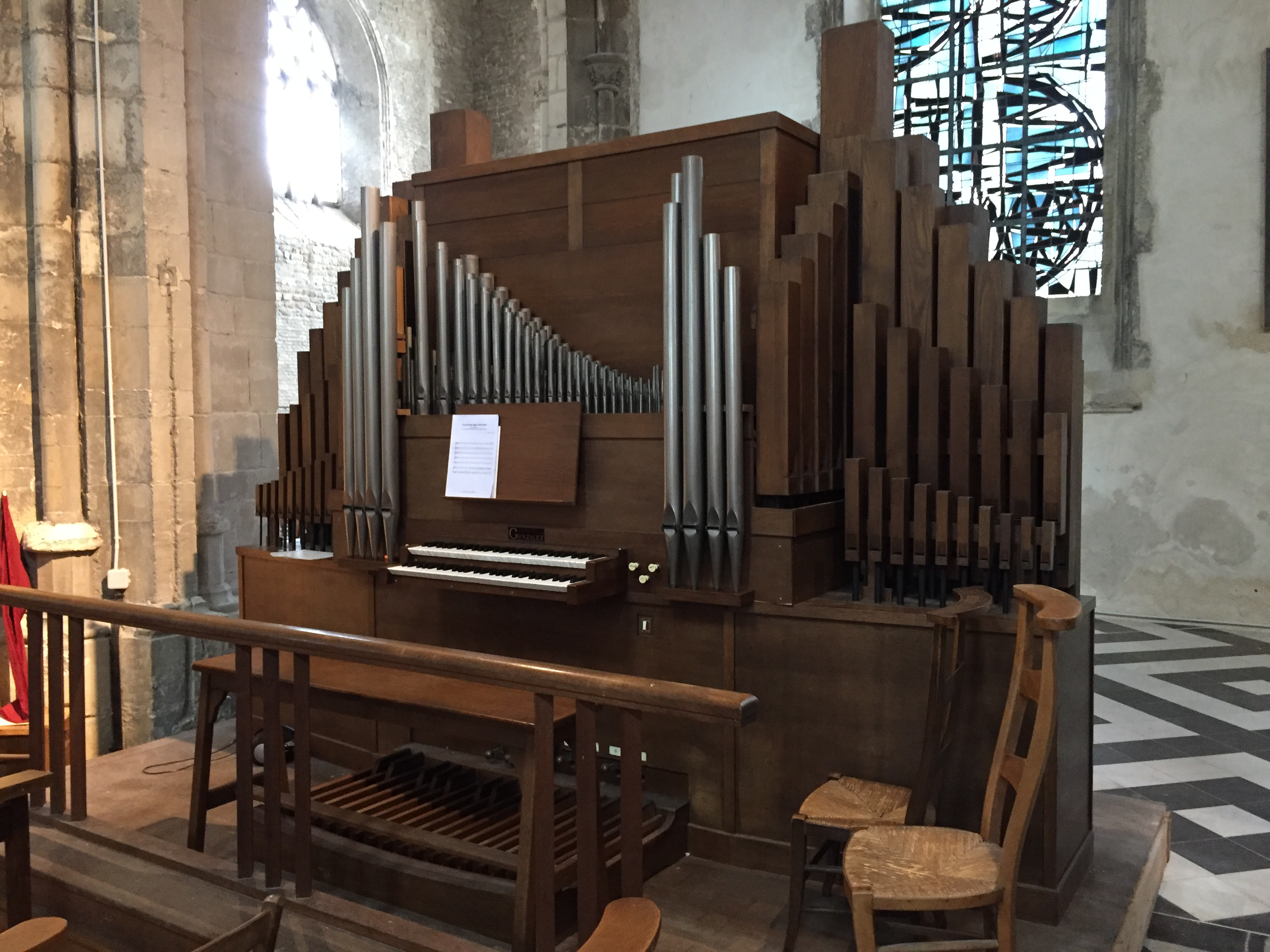
Église Notre-Dame de Calais

- 1953 : Fonches-Fonchette (Somme), église Saint-Vaast, neuf baies.
- 1954 : Bordeaux (Gironde), basilique Saint-Michel, douze baies.
- 1955 : Lignières (Somme), église Saint-Médard, dix baies.
- 1956 : Lixing-lès-Rouhling (Moselle), église Saint-Maurice, treize vitraux. Côté droite : La création du monde selon le livre de la Genèse (sept vitraux), La Trinité (un vitrail) ; côté gauche : Abraham, Moïse, Saint Jean-Baptiste, Saint Pierre, Saint Jean Évangéliste (cinq vitraux)[18].
- 1956 : Rumigny (Somme), église des Saints-Innocents, neuf baies.
- 1957 : Lille (Nord), couvent des Dominicains[19] .
- 1957 : Luc-sur-Mer (Calvados), chapelle Notre-Dame de l'Espérance, vingt-huit verrières abstraites[20].
- 1958 : Reims (Marne), chapelle de la maison Saint-Martin, dix baies.
- 1958 : Spicheren (Moselle), église Saint-Laurent[21].
- 1960 : Etzling (Moselle), église Saint-Hubert, vitraux[22].
- 1960 : Prouville (Somme), église Notre-Dame de l'Assomption, vitraux, fonts baptismaux et Chemin de croix.
- 1961 : Bonnières (Pas-de-Calais), église Saint-Aubin, baies en dalle de verre[23].
- 1962 : Blaincourt-lès-Précy (Oise), église Notre-Dame-de-la-Nativité, neuf baies.
- 1962 : Saint-Étienne-Roilaye (Oise), église Saint-Étienne, quinze baies.
- 1964 : Évaux-les-Bains (Creuse), collégiale Saint-Pierre-Saint-Paul, vitraux des deux baies et de l'oculus du chœur[24].
- 1965 : Saint-André-sur-Orne (Calvados), église Saint-André, dalles de verre et résine.
- 1966 : Montrouge (Hauts-de-Seine), chapelle Saint-Luc, vitrail.
- 1967 : Fresnes (Val-de-Marne), chapelle de la maison de retraite.
- 1967 : Noisy-le-Grand (Seine-Saint-Denis), église Sainte-Thérèse des Richardets, deux baies.
- 1969 : Grez-sur-Loing (Seine-et-Marne), église Notre-Dame et Saint-Laurent, quatorze baies.
- 1970 : Angoulême (Charente), église du Sacré-Cœur[25].
- 1972 : Le Puy-en-Velay (Haute-Loire), chapelle du lycée Saint-Jacques-de-Compostelle, quatre baies.
- 1974 : Herrlisheim (Haut-Rhin), église Saint-Arbogast[26],[27].
- 1975-1989 : Brech (Morbihan), chartreuse d'Auray.
- 1979 : Feldbach (Haut-Rhin), église Saint-Jacques-le-Majeur, trente six baies.
- 1982 : Cambrai (Nord), déambulatoire de la cathédrale Notre-Dame-de-Grâce[28].
- 1983 : Wissembourg (Bas-Rhin), église protestante Saint-Jean, vitraux, croix et bougeoirs[29].
- 1984 : Strasbourg (Bas-Rhin), église Saint-Thomas.
- 1984 : Salinelles (Gard), chapelle Saint-Julien de Montredon, neuf baies.
- 1984 : Paris, villa la Réunion Île-de-France, couvent.
- 1984 : Cambrai (Nord), chapelle baroque du Conservatoire national de musique, salle de concert, treize baies.
- 1985 : Strasbourg (Bas-Rhin), fin du chevet de Saint Thomas.
- 1985 : Enghien-les-Bains (Val-d'Oise), chapelle du collège Notre-Dame-Providence, onze baies.
- 1986 : Charleville-Mézières (Ardennes), Église Saint-Lié de Mohon[30].
- 1986 : Étaples (Pas de Calais), église du Sacré-Cœur, trois baies.
- 1987 : Gueberschwihr (Haut-Rhin), chapelle du couvent Saint-Marc, neuf baies.
- 1988 : Douai (Nord), Maison des associations (ancien Hôtel Dieu), neuf baies.
- 1988-1999 : Rennes (Ille-et-Vilaine), chapelle Saint-Yves, lumière sculptée[C'est-à-dire ?].
- 1989 : Montbron (Charente), église Saint-Maurice, vitraux.
- 1989 : Champmillon (Charente), église Saint Vincent, vitraux.
- 1989 : Les Rues-des-Vignes, Abbaye de Vaucelles (Nord), salle des Moines, verre armé et antique[31].
- 1989 : Enghien-les-Bains (Val-d'Oise), synagogue, six baies.
- 1989-1990 : Trédrez-Locquémeau (Côtes-d'Armor), église Saint-Quémeau de Locquémeau, vitraux et grilles[32].
- 1991 : Léhon (fusionnée avec Dinan, Côtes-d'Armor), abbaye Saint-Magloire, vitraux de la salle capitulaire et du réfectoire[33].
- 1992 : Romegoux (Charente-Maritime), église Saint-Pierre, vitrail et grille[34].
- 1993 : Louviers (Eure), église Notre-Dame, haute nef, neuf baies.
- 1995 : Langonnet (Morbihan), église Saint-Pierre-et-Saint-Paul, lumière sculptée[35].
- 1997 : Bords (Charente), église Saint-Vivien, lumière sculptée.
- 1999 : Saint-Sauveur (Finistère), vitraux de l'église Saint-Sauveur, lumière sculptée[36].
- 2001 : Calais (Pas-de-Calais), vitraux de l'église Notre-Dame : 1976 (onze baies) et 2001 2 baies)[37].
- 2001-2002 : Bannalec (Finistère), église Notre-Dame-de-Folgoët[38].
- 2002 : Matha (Charente-Maritime), chœur de l'église Saint-Hérie.
- 2005 : Biron (Dordogne), église Notre-Dame-du-Bourg, dix baies.
- 2005-2006 : Saint-Just-Luzac, église Saint-Just, quatorze baies[39].

### Autres lieux de conservation
- MUDO - Musée de l'Oise, Beauvais :
  - Sans titre, dessin 31,5x24cm, entre 1970 et 1972, don de l'artiste, 1972[40].
  - Sans titre, dessin 32x24cm, don de l'artiste, 1972[41].
- Parc des Coudrays, Élancourt, sculpture inox[4].
- Musée de sculpture contemporaine  du parc du château d'Aux, Gueugnon, Dialogue Projection, acier inoxydable.
- Friche de l'escalette, Marseille, sculpture, fin des années 1980[42].
- Jardin de sculptures du musée d'Art et d'Histoire de Meudon, Dialogue à 45° sur hypoténuse, acier inoxydable, 1994[43].
- Hôtel Potocki, 8e arrondissement de Paris, porte acier de la chapelle Corpus Christi.
- Musée d'art contemporain de plein air de l'espace La Peupleraie, Plumelec :
  - 45° + ou -, sculpture inox[44].
  - Le Dialogue, sculpture inox[45],[44].
- Fonds national d'art contemporain, Puteaux :
  - Sans titre, sculpture en acier ciré 110x71x50cm, 1976[46].
  - Sans titre, sculpture en acier Corten 58,5x120x60cm, 1981[47]
  - Dialogue 127, sculpture en acier soudé 31x42x33cm, 1986[48]..
- Cité du Vitrail, Troyes, panneau d'essai de Gérard Lardeur, années 1980.

## Réception critique
- « Ses sculptures mettent en jeu des volumes qui semblent s'emboîter et se compléter comme dans un puzzle. » - Dictionnaire Bénézit[11]
- « Gérard Lardeur aimait à rappeler qu'il était avant tout un sculpteur. Ayant hérité de son père du métier de verrier, il n'a pas renié pour autant cet art de lumière. En effet, son regard de sculpteur l'a finalement porté à appréhender le langage du verrier d'une toute autre manière. Ses nombreuses réalisations témoignent de sa préoccupation à renouveler le vitrail, notamment dans une recherche appliquée aux matériaux de la lumière. L'artiste n'hésite pas à inclure dans la composition du verre des éléments métalliques qui rappellent son œuvre sculpturale. Il joue également avec le réseau de plombs créant des reliefs dans les compositions. » - Jean-Paul Deremble, Paul-Louis Rinuy, François Bousquet et Christine Blanchet-Vaque[49]
- « Pour Gérard Lardeur, le vitrail doit respecter l'édifice, ses bâtisseurs, ses fidèles passés, présents et à venir. Le vitrail appartient à tous, une création implique donc des devoirs, une dimension politique placée à l'aune de la dignité de chacun… "Sculpter la lumière", expression qu'on lui doit, définit son travail, l'écriture cinétique qui lui est propre et qui met en mouvement l'ensemble des acteurs du lieu ; le réseau de plomb occupe pleinement le plan, ouvre des perspectives, des volumes qui allègent ou font masse, des formes symboliques (cercle, angle), allant jusqu'à l'emploi d'éléments qui prolongent la composition des baies : voiles, miroirs, plaques d'inox, laine de verre, grilles, sculptures. La transparence est une finalité dont il travaille la texture, la "couleur" (contrastes de matières de verre armé industriel et du verre antique très bullé, par exemple), notamment dans le rapport blanc-noir-rouge, le premier dont l'homme indoeuropéen a pu se servir. » - Jean-François Lagier[39]
- « Chargé de cours en Sorbonne, son autorité incontestable en matière de concept, de sculpture et de vitraux en a fait un acteur incontournable de l'art et du vitrail en particulier. » - Thierry Gilhodez[50]